# Державна печатка Маршаллових Островів
Державна печатка Маршаллових Островів нагадує попередню печатку підопічної території Тихоокеанські острови.

## Пояснення символіки
У центральній частині печатки Маршаллових Островів розташоване стилізоване зображення янгола з розправленими крилами, що символізує мир.
Двадцатичотирьохпроменева зірка в голові янгола символізує 21 муніципалітет Республіки. Чотири більш довгих промені — столицю Маджуро, атоли Джалуїт, Вотьє і Кваджалейн. По обидві сторони зірки розташовані два промені, які присутні на державному прапорі країни. Кожен промінь пофарбований у два кольори: помаранчевий колір символізує мужність, білий — мир. Ці промені також уособлюють два ланцюги островів Республіки Маршаллові Острови — Ратак (схід сонця) і Ралік (захід сонця).
У верхній правій частині над крилом янгола зображена рибальська сітка: риба — основний продукт харчування маршальців. У правій частині під крилом янгола — стилізоване зображення каное з аутригерами на хвилях, що займає третину поверхні печатки. У лівій частині під крилом янгола — стилізоване зображення кокосових пальм, які ростуть на низинному атолі. У лівій частині над крилом янгола — зображення традиційного знаряддя, зробленого з раковини молюска і використовуваного місцевими жителями для відбивання листя пандануси, з якої роблять традиційні циновки, вітрила і одяг.
Під янголом вміщено зображення традиційної маршальської навігаційної карти в перспективі, під нею напис «Seal» (в перекладі з англійської мови «Печатка»). У верхній частині по колу — напис «Republic of the Marshall Islands» (у перекладі з англійської мови: «Республіка Маршаллові Острови»), в нижній — «Jepilpilin ke ejukaan» (в перекладі з маршаллської мови: «Досягнення через загальне зусилля»).
Обрамлення Печатки являє собою ланцюг, що символізує єдність островів. Одна частина ланцюга уособлює ланцюг Ралік, інша — ланцюг Ратак.